# Verneuil-le-Château
Verneuil-le-Château är en kommun i departementet Indre-et-Loire i regionen Centre-Val de Loire i de centrala delarna av Frankrike. Kommunen ligger i kantonen Richelieu som tillhör arrondissementet Chinon. År 2022 hade Verneuil-le-Château 125 invånare.

## Befolkningsutveckling
Antalet invånare i kommunen Verneuil-le-Château
Referens:INSEE